# Homer vs. the Eighteenth Amendment
"Homer vs. the Eighteenth Amendment" är avsnitt 18 från säsong åtta av Simpsons och sändes på Fox i USA den 16 mars 1997. Springfield inför förbud med alkohol och Homer bestämmer sig för att bryta mot lagen och smuggla in alkohol till staden. Avsnittet skrevs av John Swartzwelder och regisserades av Bob Anderson. Dave Thomas gästskådespelar som Rex Banner och Joe Mantegna som Fat Tony.

## Handling
Efter att det blivit upplopp och Bart av misstag blir full under St. Patrick's Day blir det förbud mot alkohol i Springfield efter att det upptäckts att lagen funnits under 200 år och aldrig upphävts. Moe lyckas hålla öppet sin bar genom att klä om den till en djuraffär. Polisen har problem med att stoppa alkoholen så Rex Banner från USA:s finansdepartement få tar hand om uppdraget att stoppa alkoholen och Clancy Wiggum blir avstängd. Rex lyckas stoppa Fat Tony som smugglat in öl till Springfield.
Homer blir den nya som hjälper Moe med att få öl, han har tillsammans med Bart grävt upp ölen som grävdes ner efter att förbudet återupptäcktes och rullar ölen i bowlingklot ner till Moe's. Rex försöker hitta mannen som delar ut alkoholen men lyckas inte hitta personen. Marge upptäcker att Homer är mannen som förser staden med alkoholen men hon tycker det är okej och hans idé är smart. Lisa tycker däremot att det Homer gör är fel.
Ölen som Homer grävde upp tar slut så han börjar brygga egen öl, då han är på väg till Moe's med bowlingkloten blir han rånad av Clancy men rånet misslyckas. Han bestämmer sig för att hjälpa honom och låter honom gripa honom för alkoholen. Clancy får tillbaka jobbet och Homer ska skjutas iväg med en katapult för han bröt mot lagen. Det upptäcks då att lagen upphävdes för 199 år sen och Homer blir fri. Fat Tony låter efter tio minuter staden flöda med alkohol igen. Homer är på Moe's och hyllar alkoholen tillsammans med sina vänner.

## Produktion
Avsnittet är baserat på det artonde tillägget till USA:s konstitution där alkohol var förbjudet i USA. Eftersom serien redan haft många avsnitt om alkohol tyckte författarna att det var konstigt att de inte gjort ett avsnitt om förbud tidigare då idén var vanlig för TV-program som innehåller alkohol. Avsnittet visar en vanlig parodi på Irländare under St. Patrick's Day. De tog med det som en hyllning till Conan O'Brien som var en irländsk författare. Författarna var oroliga över att låta Bart bli full så de fick låta honom dricka av misstag. I originalmanuskriptet av John Swartzwelder drack han som vanligt. Clancy Wiggum sa från början att det antingen är kokain eller fulla men den repliken togs bort.
Då Homer besöker "Moe's Pet Shop" är mannen som har en hatt utanför en bakgrund karaktär från första säsongerna. Upploppet i början av avsnittet är med efter en idé av "Lisa on Ice". Homers hyllning för alkohol i slutet var från början slutet på akt två men flyttades. Dave Thomas gästskådespelar som Rex Banner och Joe Mantegna som Fat Tony.

## Kulturella referenser
Rex Banner är parodi på Robert Stack som Eliot Ness från The Untouchables. Berättarrösten är en parodi på Walter Winchell. Barney  Gumble lämnar blommor utanför Duff Brewery som en referens till hur folk lämnar blommor vid statyer i Hollywood. Ett café som Rex Banner firar sin födelsedag i är baserat på Edward Hoppers Nattugglor.

## Mottagande
Avsnittet hamnade på plats 39 över mest sedda program under veckan med en Nielsen ratings på 8.9, vilket gav 8,6 miljoner hushåll. Det var det näst mest sedda programmet på Fox under veckan. I boken I Can't Believe It's a Bigger and Better Updated Unofficial Simpsons Guide har Warren Martyn och Adrian Wood kallat avsnittet för ett trevligt avsnitt där Homer faktiskt får en smart idé för att få ölen att flöda. Toronto Star anser att avsnittet är en Bob Anderson klassiker. The Daily Telegraph anser att avsnittet är en av de tio bästa i seriens historia. Robert Canning gav avsnittet betyg 9,8 av 10 och anser att avsnittet är hans favorit. Homers hyllning till alkohol är enligt Josh Weinstein en av de bästa och mest sanningsenliga Simpsons-citaten någonsin. Under 2008 hamnade repliken hos Entertainment Weeklys lista över 24 bra TV-citat.